# Haluk Bayraktar
 (février 2024).
La mise en forme du texte ne suit pas les recommandations de Wikipédia : il faut le « wikifier ».
Les points d'amélioration suivants sont les cas les plus fréquents :
- Les titres sont pré-formatés par le logiciel. Ils ne sont ni en capitales, ni en gras.
- Le texte ne doit pas être écrit en capitales (les noms de famille non plus), ni en gras, ni en italique, ni en « petit »…
- Le gras n'est utilisé que pour surligner le titre de l'article dans l'introduction, une seule fois.
- L'italique est rarement utilisé : mots en langue étrangère, titres d'œuvres, noms de bateaux, etc.
- Les citations ne sont pas en italique mais en corps de texte normal. Elles sont entourées par des guillemets français : « et ».
- Les listes à puces sont à éviter, des paragraphes rédigés étant largement préférés. Les tableaux sont à réserver à la présentation de données structurées (résultats, etc.).
- Les appels de note de bas de page (petits chiffres en exposant, introduits par l'outil «  Source ») sont à placer entre la fin de phrase et le point final[comme ça].
- Les liens internes (vers d'autres articles de Wikipédia) sont à choisir avec parcimonie. Créez des liens vers des articles approfondissant le sujet. Les termes génériques sans rapport avec le sujet sont à éviter, ainsi que les répétitions de liens vers un même terme.
- Les liens externes sont à placer uniquement dans une section « Liens externes », à la fin de l'article. Ces liens sont à choisir avec parcimonie suivant les règles définies. Si un lien sert de source à l'article, son insertion dans le texte est à faire par les notes de bas de page.
- La présentation des références doit suivre les conventions bibliographiques. Il est recommandé d'utiliser les modèles {{Ouvrage}}, {{Chapitre}}, {{Article}}, {{Lien web}} et/ou {{Bibliographie}}. Le mode d'édition visuel peut mettre en forme automatiquement les références.
- Insérer une infobox (cadre d'informations à droite) n'est pas obligatoire pour parachever la mise en page.

Pour une aide détaillée, merci de consulter Aide:Wikification.
Si vous pensez que ces points ont été résolus, vous pouvez retirer ce bandeau et améliorer la mise en forme d'un autre article.
 (avril 2020).
Le contenu est difficilement compréhensible vu les erreurs de traduction, qui sont peut-être dues à l'utilisation d'un logiciel de traduction automatique.
 (avril 2020).
Pour les articles homonymes, voir Bayraktar.
Haluk Bayraktar est le PDG de Baykar, entreprise turque de défense et d'aviation. Il est membre du conseil d’administration du Conseil de la recherche scientifique et technologique de Turquie (TÜBİTAK). Il est le président de la « Team Technologie de Turquie » (T3) et de l’association de l'aviation de défense et de l’espace (SAHA Istanbul),,.

## Biographie
Lütfü Haluk Bayraktar est né à Istanbul en 1978. Il obtient une licence en génie industriel à l'université technique du Moyen-Orient (ODTU) en 2000 et sa master de l'université Columbia en 2002 dans le même domaine Bayraktar rentre en Turquie après avoir terminé ses études aux États-Unis, et commence à occuper divers postes de direction au sein de l’entreprise familiale BAYKAR Défense,. En plus de sa vie professionnelle, Haluk Bayraktar poursuit sa carrière académique en passant son doctorat, qu'il commence à l'université Boğaziçi en 2004. De plus, Bayraktar est nommé membre du conseil d'administration du TUBITAK par le décret présidentiel de novembre 2018,.
Le 14 mars 2025, Haluk Bayraktar a reçu la médaille « Pour les services dans le domaine de la coopération militaire » des mains du ministre de la Défense de l'Azerbaïdjan, le colonel général Zakir Hasanov.

## Responsabilité sociale
Haluk Bayraktar fait tous ce qu’il peut pour diffuser le « Mouvement National de Technologie » dans de nombreuses institutions et organisations qu’il dirige. Bien qu'il soit le président de la Team Technologie turque, il participe dans la plupart des ateliers Dene-Yap (essaie-façonne). Il fait en sorte que ce mouvement se démocratise à tous les échelons de ces institutions,.Dans les différents symposiums et réunions où il intervient, il attire sans cesse l’intention sur « l’intérêt de l’établissement d’un écosystème de travail qui serait soutenue par une main d’œuvre qualifié dans l’industrialisation local.
D'autre part en Turquie, il est l’un des personnages les plus actifs du secteur privé dans la lutte contre l'épidémie Covid-19 qui débute en décembre 2019. En tant que président de l’association, il invite rapidement SAHA Istanbul (l’association de l’aviation de défense et de l’espace) à participer à la lutte contre l’épidémie,. Haluk Bayraktar qui contribue rapidement à la production local de respirateur artificiel. Il réfléchit avec BAYKAR défense et union de plusieurs producteur nationaux les moyens de multiplier la production de ces appareils de manière local.